# Marino Capicchioni
Marino Capicchioni (Santa Mustiola, 28 giugno 1895 – Rimini, 19 ottobre 1977) è stato un liutaio sammarinese.

## Biografia
Marino Capicchioni nasce a Santa Mustiola nella Repubblica di San Marino. In giovane età inizia a lavorare nella bottega del padre, un falegname, apprendendone presto il mestiere. Successivamente sviluppa un interesse per la costruzione di strumenti musicali e costruisce numerose chitarre. Completa il suo primo violino all'età di 24 anni.
Nel 1929 si trasferisce stabilmente a Rimini dove apre il suo primo laboratorio di liuteria. Partecipa a numerose esibizioni e concorsi in tutta Italia, e il suo talento non passa di certo inosservato: nel 1931 riceve infatti la Medaglia d'oro all'Esposizione di Padova e nel 1937 la Medaglia d'argento la Menzione d'onore al Concorso di liuteria moderna di Cremona nel bicentenario della morte di Stradivari. Il quartetto di strumenti premiati a Cremona, con altri suoi, sono attualmente esposti nella collezione permanente del Museo del Violino di Cremona.
Ha avuto un figlio, Mario Capicchioni, divenuto anch'egli liutaio e suo collaboratore a partire da metà degli anni 40.
Marino Capicchioni è morto nel 1977, lasciando una produzione di strumenti particolarmente cospicua.
La Repubblica di San Marino, per celebrarne la memoria, gli ha intitolato una piazza e gli ha dedicato un monumento realizzato dalla scultrice Marina Busignani Reffi.

## Produzione
Il Dictionnaire Universel des Luthiers di René Vannes precisa che nel 1948 Capicchioni aveva già costruito 350 violini, 10 viole e 20 violoncelli.
L'analisi complessiva del lavoro di Capicchioni porta a identificare due differenti periodi: il primo periodo va dagli anni 20 agli anni 30, il secondo (detto "periodo d'oro") comincia negli anni 40.
Il suo lavoro del primo periodo è contrassegnato dalla continua ricerca di soluzioni tecniche e stilistiche: la fattura è buona, ma non emerge la caratteristica personalità che segnerà il suo lavoro successivo. Si ispira in questa fase ai modelli classici di Stradivari e Guarneri del Gesù.
Nel "periodo d'oro" Capicchioni riversa nel suo lavoro un tocco molto personale, tanto che i suoi strumenti di questo periodo possono essere riconosciuti quasi inequivocabilmente. Caratteristiche della sua produzione sono l'uso di materiali di eccellente qualità e il trattamento degli strumenti "in bianco" (ossia con lo strumento già montato ma ancora non verniciato) con una tecnica da lui sviluppata per accentuare la marezzatura dell'acero. La sua tecnica di verniciatura conferisce agli strumenti un aspetto antico, aumentando la concentrazione del colore nelle concavità, schiarendo i bordi ed enfatizzando così la venatura dell'abete della tavola armonica. La vernice più utilizzata è giallo-oro, ma si possono trovare suoi strumenti di colore rosso vivo.
Il lavoro di Capicchioni, già piuttosto in voga nei primi anni 60, è tornato in tempi più recenti a suscitare l'interesse di violinisti e di collezionisti, portando i suoi strumenti ad avere una valutazione sul mercato assai alta.

### Alcuni strumenti
- Violino M. Capicchioni (Rimini, 1938) suonato da Andrea Castagna
- Violino M. Capicchioni (Rimini, 1939) "ex Anna Maria Cotogni", suonato da Rodolfo Bonucci
- Violino M. Capicchioni "Ricciolino" (Rimini, 1941) ex Pina Carmirelli
- Violino M. Capicchioni (Rimini, 1942) "ex Salvatore Accardo"
- Violino M. Capicchioni (Rimini, 1942) suonato da Carmelo Andriani
- Violino M. Capicchioni (Rimini, 1942) suonato da Szymon Krzeszowiec
- Violino M. Capicchioni (Rimini, 1942) "ex Elisa Pegreffi"
- Violino M. Capicchioni (Rimini, 1943) "ex Paolo Borciani"
- Violino M. Capicchioni (Rimini, 1943) suonato da Antonio De Lorenzi
- Viola M. Capicchioni (Rimini, 1944) suonata da Piero Farulli
- Violino M. Capicchioni (Rimini, 1946) "ex Franco Gulli"
- Violino M. Capicchioni (Rimini, 1947) "Giuliano Carmignola"
- Violino M. Capicchioni (Rimini, 1949) Francesca Carretta Apolloni
- Violino M. Capicchioni (Rimini, 1951) suonato da Alessandra Sonia Romano
- Violoncello M. Capicchioni (Rimini, 1952) suonato da Giuseppe Laffranchini
- Violino M. Capicchioni (Rimini, 1952) "ex Luigi Alberto Bianchi"
- Viola M. Capicchioni (Rimini, 1952) suonata da Wim Janssen
- Violino M. Capicchioni (Rimini, 1956) "Felix Ayo"
- Violoncello M. Capicchioni (Rimini, 1953) "ex Franco Rossi"
- Viola M. Capicchioni (Rimini, 1955) suonata da Andrea Repetto
- Violino M. Capicchioni (Rimini, 1955) "ex Gennaro Rondino"
- Violoncello M. Capicchioni (Rimini, 1959) "ex Arturo Bonucci"
- Violino M. Capicchioni (Rimini, 1961) "ex Yehudi Menuhin"
- Violino M. Capicchioni (Rimini, 1962) suonato da Fabrizio Zoffoli
- Viola M. Capicchioni (Rimini, 1965) "ex Luigi Alberto Bianchi"
- Violino M. Capicchioni (Rimini, 1967) suonato da Walter Zagato
- Violino M. Capicchioni (Rimini, 1971) suonato da Alina Company
- Violoncello Marino e Mario Capicchioni (Rimini, 1974) suonato da Giovanni Scaglione